# Malaussanne
Malaussanne település Franciaországban, Pyrénées-Atlantiques megyében. Lakosainak száma 444 fő (2022. január 1.). Malaussanne Arboucave, Lacajunte, Mant, Monget, Philondenx, Cabidos és Montagut községekkel határos.

## Népesség
A település népességének változása:
| Lakosok száma | 405  | 419  | 433  | 428  | 412  | 408  | 420  | 432  | 444  |
|               | 2013 | 2015 | 2016 | 2017 | 2018 | 2019 | 2020 | 2021 | 2022 |